# 2010年パンパシフィック水泳選手権
2010年パンパシフィック水泳選手権（2010ねんぱんぱしふぃっくすいえいせんしゅけん）は、2010年8月18日から8月22日までアメリカ合衆国カリフォルニア州アーバインで開催された第11回パンパシフィック水泳選手権である。

## 参加国
| - オーストラリア - ブラジル - チリ - 中国 - チャイニーズタイペイ - エクアドル | - 香港 - 日本 - ケイマン諸島 - カナダ - 韓国 - ニュージーランド | - パプアニューギニア - ペルー - フィリピン - ジンバブエ - シンガポール - 南アフリカ共和国 | - トリニダード・トバゴ - チュニジア - アメリカ合衆国 |

## 競技結果

### 男子
| 種目                         | 金                                                                                                 | 金                | 銀 | 銀              | 銅 | 銅              |
| ---------------------------- | -------------------------------------------------------------------------------------------------- | ----------------- | --- | --------------- | --- | --------------- |
| 自由形                       | |                   | |                 | |                 |
| 50m                          | ネイサン・エイドリアン アメリカ合衆国                                                              | 21秒55 大会新     | セーザル・シエロ ブラジル                                                                                | 21秒57          | ブレント・ハイデン カナダ                                                                                | 21秒89          |
| 100m                         | ネイサン・エイドリアン アメリカ合衆国                                                              | 48秒15 大会新     | ブレント・ハイデン カナダ                                                                                | 48秒19          | セーザル・シエロ ブラジル                                                                                | 48秒48          |
| 200m                         | ライアン・ロクテ アメリカ合衆国                                                                    | 1分45秒30         | 朴泰桓 韓国                                                                                              | 1分46秒27       | ピーター・バンダーカーイ アメリカ合衆国                                                                  | 1分46秒65       |
| 400m                         | 朴泰桓 韓国                                                                                        | 3分44秒73         | ライアン・コクラン カナダ                                                                                | 3分46秒78       | 張琳 中国                                                                                                | 3分46秒91       |
| 800m                         | ライアン・コクラン カナダ                                                                          | 7分48秒71         | チャド・ラトゥーレット アメリカ合衆国                                                                    | 7分51秒62       | 松田丈志 日本                                                                                            | 7分51秒87       |
| 1500m                        | ライアン・コクラン カナダ                                                                          | 14分49秒47        | チャド・ラトゥーレット アメリカ合衆国                                                                    | 14分54秒48      | 張琳 中国                                                                                                | 14分58秒90      |
| 背泳ぎ                       | |                   | |                 | |                 |
| 50m                          | 古賀淳也 日本                                                                                      | 24秒86            | アシュリー・デラニー オーストラリア                                                                      | 24秒98          | ニック・トーマン アメリカ合衆国                                                                          | 25秒02          |
| 100m                         | アーロン・ピアソル アメリカ合衆国                                                                  | 53秒31 大会新     | 古賀淳也 日本                                                                                            | 53秒63          | アシュリー・デラニー オーストラリア                                                                      | 53秒67          |
| 200m                         | ライアン・ロクテ アメリカ合衆国                                                                    | 1分54秒12 大会新  | タイラー・クラリー アメリカ合衆国                                                                        | 1分54秒90       | 入江陵介 日本                                                                                            | 1分55秒21       |
| 平泳ぎ                       | |                   | |                 | |                 |
| 50m                          | フェリペ・シウバ ブラジル                                                                          | 27秒26 大会新     | マーク・ギャングロフ アメリカ合衆国                                                                      | 27秒52          | スコット・ディケンズ カナダ                                                                              | 27秒63          |
| 100m                         | 北島康介 日本                                                                                      | 59秒35            | クリスチャン・スプレンガー オーストラリア                                                                | 1分00秒18       | マーク・ギャングロフ アメリカ合衆国                                                                      | 1分00秒24       |
| 200m                         | 北島康介 日本                                                                                      | 2分08秒36 大会新  | ブレントン・リカード オーストラリア                                                                      | 2分09秒97       | エリック・シャントー アメリカ合衆国                                                                      | 2分10秒13       |
| バタフライ                   | |                   | |                 | |                 |
| 50m                          | セーザル・シエロ ブラジル                                                                          | 23秒03 大会新     | ニコラス・サントス ブラジル                                                                              | 23秒33          | ローランド・スクーマン 南アフリカ共和国                                                                  | 23秒39          |
| 100m                         | マイケル・フェルプス アメリカ合衆国                                                                | 50秒86 大会新     | タイラー・マクギル アメリカ合衆国                                                                        | 51秒85          | 藤井拓郎 日本                                                                                            | 52秒12          |
| 200m                         | マイケル・フェルプス アメリカ合衆国                                                                | 1分54秒11         | ニック・ダーシー オーストラリア                                                                          | 1分54秒73       | 松田丈志 日本                                                                                            | 1分54秒81       |
| 個人メドレー                 | |                   | |                 | |                 |
| 200m                         | ライアン・ロクテ アメリカ合衆国                                                                    | 1分54秒43 大会新  | タイラー・クラリー アメリカ合衆国                                                                        | 1分57秒61       | ティアゴ・ペレイラ ブラジル                                                                              | 1分57秒83       |
| 400m                         | ライアン・ロクテ アメリカ合衆国                                                                    | 4分07秒597 大会新 | タイラー・クラリー アメリカ合衆国                                                                        | 4分09秒55       | ティアゴ・ペレイラ ブラジル                                                                              | 4分12秒09       |
| フリーリレー                 | |                   | |                 | |                 |
| 4×100m                       | マイケル・フェルプス ライアン・ロクテ ジェイソン・レザク ネイサン・エイドリアン アメリカ合衆国     | 3分11秒74 大会新  | イーモン・サリバン カイル・リチャードソン キャメロン・プロッサー ジェームズ・マグヌッセン オーストラリア | 3分14秒30       | ラインドン・ファーンス Gideon Louw ローランド・スクーマン グレーム・ムーア 南アフリカ共和国              | 3分15秒93       |
| 4×200m                       | マイケル・フェルプス ピーター・バンダーカーイ リッキー・ベレンズ ライアン・ロクテ アメリカ合衆国   | 7分03秒84 大会新  | 松田丈志 小堀勇氣 奥村幸大 内田翔 日本                                                                   | 7分11秒01       | Thomas Fraser-Holmes ニコラス・フロスト ケンリック・モンク リース・ブロディ オーストラリア               | 7分11秒05       |
| メドレーリレー               | |                   | |                 | |                 |
| 4×100m                       | アーロン・ピアソル マーク・ギャングロフ マイケル・フェルプス ネイサン・エイドリアン アメリカ合衆国 | 3分32秒48         | 古賀淳也 北島康介 岸田真幸 藤井拓郎 日本                                                                 | 3分33秒90       | アシュリー・デラニー クリスチャン・スプレンガー ジェフ・ヒューギル カイル・リチャードソン オーストラリア | 3分35秒55       |
| オープンウォータースイミング | |                   | |                 | |                 |
| 10km                         | チップ・ピーターソン アメリカ合衆国                                                                | 1時間56分0秒02    | フラン・クリッペン アメリカ合衆国                                                                        | 1時間56分02秒74 | リチャード・ワインバーガー カナダ                                                                        | 1時間56分02秒96 |

### 女子
| 種目                         | 金                                                                                       | 金               | 銀                                                                                             | 銀              | 銅 | 銅              |
| ---------------------------- | ---------------------------------------------------------------------------------------- | ---------------- | ---------------------------------------------------------------------------------------------- | --------------- | --- | --------------- |
| 自由形                       |                                                                                          |                  |                                                                                                |                 | |                 |
| 50m                          | ジェシカ・ハーディ アメリカ合衆国                                                        | 24秒63 大会新    | アマンダ・ウィアー アメリカ合衆国                                                              | 24秒70          | ビクトリア・プーン カナダ                                                                                | 24秒76          |
| 100m                         | ナタリー・コーグリン アメリカ合衆国                                                      | 53秒67 大会新    | ダナ・ボルマー アメリカ合衆国 エミリー・シーボーム オーストラリア                              | 53秒96          | |                 |
| 200m                         | アリソン・シュミット アメリカ合衆国                                                      | 1分56秒10        | Morgan Scroggy アメリカ合衆国                                                                  | 1分57秒13       | ブレア・エバンス オーストラリア                                                                          | 1分57秒21       |
| 400m                         | クロー・サットン アメリカ合衆国                                                          | 4分05秒16        | ケイティ・ゴールドマン オーストラリア                                                          | 4分05秒84       | ブレア・エバンス オーストラリア                                                                          | 4分06秒36       |
| 800m                         | ケイト・ジーグラー アメリカ合衆国                                                        | 8分21秒59        | クロー・サットン アメリカ合衆国                                                                | 8分24秒51       | ケイティ・ゴールドマン オーストラリア                                                                    | 8分26秒38       |
| 1500m                        | メリッサ・ゴーマン オーストラリア                                                        | 16分01秒53       | ケイト・ジーグラー アメリカ合衆国                                                              | 16分03秒26      | Kristel Köbrich · チリ                                                                                   | 16分06秒57      |
| 背泳ぎ                       |                                                                                          |                  |                                                                                                |                 | |                 |
| 50m                          | ソフィー・エディトン オーストラリア                                                      | 27秒83 大会新    | 寺川綾 日本                                                                                    | 28秒04          | エミリー・トーマス ニュージーランド Fabíola Molina ブラジル Rachel Bootsma アメリカ合衆国                | 28秒44          |
| 100m                         | エミリー・シーボーム オーストラリア                                                      | 59秒45 大会新    | 寺川綾 日本                                                                                    | 59秒59          | ナタリー・コーグリン アメリカ合衆国                                                                      | 59秒70          |
| 200m                         | エリザベス・バイゼル アメリカ合衆国                                                      | 2分07秒83        | エリザベス・ペルトン アメリカ合衆国                                                            | 2分08秒10       | ベリンダ・ホッキング オーストラリア                                                                      | 2分08秒60       |
| 平泳ぎ                       |                                                                                          |                  |                                                                                                |                 | |                 |
| 50m                          | ジェシカ・ハーディ アメリカ合衆国                                                        | 30秒03 大会新    | レストン・ピケット オーストラリア                                                              | 30秒75          | リーゼル・ジョーンズ オーストラリア                                                                      | 30秒78          |
| 100m                         | レベッカ・ソニ アメリカ合衆国                                                            | 1分04秒93 大会新 | リーゼル・ジョーンズ オーストラリア                                                            | 1分05秒66       | サラ・カソリス オーストラリア                                                                            | 1分07秒04       |
| 200m                         | レベッカ・ソニ アメリカ合衆国                                                            | 2分20秒69 大会新 | リーゼル・ジョーンズ オーストラリア                                                            | 2分23秒23       | アンナメイ・ピアース カナダ                                                                              | 2分23秒65       |
| バタフライ                   |                                                                                          |                  |                                                                                                |                 | |                 |
| 50m                          | マリーク・ゲラー オーストラリア                                                          | 25秒99 大会タイ  | エミリー・シーボーム オーストラリア                                                            | 26秒08          | クリスティン・マグナソン アメリカ合衆国                                                                  | 26秒33          |
| 100m                         | ダナ・ボルマー アメリカ合衆国                                                            | 57秒56           | クリスティン・マグナソン アメリカ合衆国                                                        | 57秒95          | アリシア・クーツ オーストラリア                                                                          | 57秒99          |
| 200m                         | ジェシカ・シッパー オーストラリア                                                        | 2分06秒90        | テレサ・クリッペン アメリカ合衆国                                                              | 2分06秒93       | キャスリーン・ハーシー アメリカ合衆国                                                                    | 2分07秒27       |
| 個人メドレー                 |                                                                                          |                  |                                                                                                |                 | |                 |
| 200m                         | エミリー・シーボーム オーストラリア                                                      | 2分09秒93 大会新 | アリアナ・クーカーズ アメリカ合衆国                                                            | 2分10秒25       | ケイトリン・レバーンズ アメリカ合衆国                                                                    | 2分11秒21       |
| 400m                         | エリザベス・バイゼル アメリカ合衆国                                                      | 4分34秒69        | サマンサ・ハミル オーストラリア                                                                | 4分37秒84       | ケイトリン・レバーンズ アメリカ合衆国                                                                    | 4分38秒03       |
| フリーリレー                 |                                                                                          |                  |                                                                                                |                 | |                 |
| 4x100m                       | ナタリー・コーグリン ジェシカ・ハーディ アマンダ・ウィアー ダナ・ボルマー アメリカ合衆国 | 3分35秒11 大会新 | ヨレーネ・クックラ エミリー・シーボーム アリシア・クーツ フェリシティ・ガルベス オーストラリア | 3分38秒06       | ビクトリア・プーン ジュリア・ウィルキンソン エリカ・モーニングスター ジュヌヴィエーヴ・ソミュール カナダ | 3分38秒14       |
| 4x200m                       | ダナ・ボルマー Morgan Scroggy ケイティ・ホフ アリソン・シュミット アメリカ合衆国         | 7分51秒21 大会新 | ブレア・エバンス カーク・パーマー ケイティ・ゴールドマン Meagen Nay オーストラリア             | 7分52秒64       | ジュヌヴィエーヴ・ソミュール ジュリア・ウィルキンソン バーバラ・ジャルダン Samantha Cheverton カナダ     | 7分54秒32       |
| メドレーリレー               |                                                                                          |                  |                                                                                                |                 | |                 |
| 4x100m                       | ナタリー・コーグリン レベッカ・ソニ ダナ・ボルマー ジェシカ・ハーディ アメリカ合衆国     | 3分55秒23 大会新 | エミリー・シーボーム リーゼル・ジョーンズ アリシア・クーツ ヨレーネ・クックラ オーストラリア   | 3分56秒96       | 寺川綾 鈴木聡美 加藤ゆか 上田春佳 日本                                                                   | 3分57秒75       |
| オープンウォータースイミング |                                                                                          |                  |                                                                                                |                 | |                 |
| 10km                         | クリスティン・ジェニングス アメリカ合衆国                                                | 2時間0分33秒83   | エバ・フェビアン アメリカ合衆国                                                                | 2時間00分35秒76 | メリッサ・ゴーマン オーストラリア                                                                        | 2時間00分56秒57 |

## 国別メダル受賞数
| 順   | 国・地域         | 金 | 銀 | 銅 | 計  |
| ---- | ---------------- | -- | -- | -- | --- |
| 1    | アメリカ合衆国   | 28 | 18 | 10 | 56  |
| 2    | オーストラリア   | 6  | 15 | 11 | 32  |
| 3    | 日本             | 3  | 5  | 5  | 13  |
| 4    | カナダ           | 2  | 2  | 7  | 11  |
| 5    | ブラジル         | 2  | 2  | 4  | 8   |
| 6    | 韓国             | 1  | 1  | 0  | 2   |
| 7    | 南アフリカ共和国 | 0  | 0  | 2  | 2   |
| 7    | 中国             | 0  | 0  | 2  | 2   |
| 9    | チリ             | 0  | 0  | 1  | 1   |
| 9    | ニュージーランド | 0  | 0  | 1  | 1   |
| 合計 | 合計             | 42 | 43 | 43 | 128 |